# Suddia sagittifolia
Suddia sagittifolia là một loài thực vật có hoa trong họ Hòa thảo. Loài này được Renvoize miêu tả khoa học đầu tiên năm 1984.